# Hayato Sasaki
Hayato Sasaki (jap. 佐々木 勇人 Sasaki Hayato; ur. 29 listopada 1982) – japoński piłkarz występujący na pozycji pomocnika.

## Kariera klubowa
Od 2005 do 2016 roku występował w klubach Montedio Yamagata, Gamba Osaka, Vegalta Sendai, Kyoto Sanga FC i Tochigi SC.